# Mreža
Mreža (od praslavenskog merža, ruski мерёжа) je predmet ispleten od niti vrlo različitih materijala, s jednakim okama.
U prvom redu mreža je alat kao - ribarska mreža koja može biti ispletena od konca, užadi, žica i sličnih materijala. Ili se može raditi o mreži kao rekvizit za neki šport (tenis, odbojka).

## Karakteristike
Danas se mreže pletu od prirodnih, sintetskih ili metalnih vlakana, a koriste se za izradu čitavog niza predmeta kojekakve namjene, od tekstilne industrije (dijelovi odjeće), u građevinarstvu (armature, ograde ...). Brojni specijalni tipovi mreža imaju tehničku, vojnu ili znanstvenu primjenu, kao čelične mreže za zaštitu pomorskih baza od podmornica i torpeda i slično.
U prenesenome smislu - mreža i pridjevi izvedeni iz nje koriste se za oznaku isprepletene povezanosti dijelova neke cjeline. Pa tako imamo računalne, komunikacijske, društvene, cestovne, željezničke, brodske, kanalske mreže, ali i mrežni marketing, mrežno planiranje. 
Isto tako može se raditi i o mreži povezanih institucija ili poduzeća vodovodna, električna mreža i slično.

## Informatičke mreže
Mrežom se zove i internet (eng.: web), a to je čitav niz međusobno povezanih kompjuterskih sistema.
Mreža je i skup točaka ili ukrštenih linija koji korisniku pomaže da precizno poravna elemente crteža na monitoru. Mreže se često koriste u kompjutorskim programima za crtanje, obradu slika i prijelom.

### Telekomunikacijske mreže
Telekomunikacijska (komunikacijska) mreža je sistem koji uređajima na krajevima mreže, zvanim krajnji uređaji, kao što su telefon, telefaks, kompjuter), pruža mogućnost prijenosa informacija. Strukturu komunikacijske mreže čine dva osnovna elementa: mrežni čvorovi (eng.: nods) i veze (eng.: links). Mrežni su čvorovi međusobno povezani u mrežu pomoću glavnih veza, a krajnji se uređaji povezuju čvorovima prijenosnih veza.
U mrežnim su čvorovima implementirane funkcije komutiranja i usmjeravanja informacijskih tokova. Komutiranje je moguće definirati kao operaciju s pomoću koje čvor informaciju, koju primi po nekom od svojih ulaznih priključaka, šalje na jedan ili više točno određenih izlaznih priključaka.

## Mreže u kartografiji i matematici

### Mreža krivulja
Je termin iz matematike, naročito u diferencijalnoj geometriji, to je mreža sastavljena od krivulja koje definiraju ravan, a dobivaju se tako da se jedan parametar drži nepromjenljivim, a drugi varira. Kao što je to u parametarskim jednadžbama sferne ravni;
{\displaystyle x=a\ cos\ u\ sin\ v\;y=a\ sin\ u\ sin\ v\;z=a\ cos\ v}
uz nepromjenljivu vrijednost u, dobivaju se v-linije, a uz nepromjenljivu vrijednost v, dobivaju se u-linije. 
Ako se radi o fizičkoj geografiji - kartografskoj mreži - u je zemljopisna dužina točke, v udaljenost točke od pola, u-linije su paralele, a v-linije meridijana.

### Kartografska mreža
Kartografska mreža je prikaz koordinatnih linija (meridijana i paralela) u ravni u nekoj kartografskoj projekciji.

## Povijest
Prve mreže ljudi su napravili zbog ribolova, imitirajući pauke i način kako oni love.
Povijesni razvoj ribarskih mreža teško je pratiti, jer su pravljene od brzo raspadajućih materijala, ali postoje jaki dokazi da su ribari i sakupljači iz Južne Evrope koristili mreže već od gornjeg paleolita. Prve mreže pletene su od raznoraznih biljnih vlakana i životinjskih tkiva.
Iako su mreže i primarno koriste u ribolovu, one se također koriste i u lovu na druge životinje (ptice, leptire...), a imaju i brojnu primjenu od industrije, športa do hortikulture.

## Povezano
- Ribarska mreža
- Računalne mreže

## Vanjske poveznice
- Mreža na portalu Leksikografski zavod Miroslav Krleža